# Norrstrandskyrkan
Norrstrandskyrkan är en kyrkobyggnad i Karlstads kommun som är församlingskyrka i Norrstrands församling, Karlstads stift. Den ligger i stadsdelen Sundsta.

## Kyrkobyggnaden
Kyrkan uppfördes i trä år 1959 efter ritningar av arkitekt Sten Hummel-Gumælius. Ihopbyggda med kyrkan finns församlingshem och klockstapel. Kyrkorummets golv är belagt med oljebehandlat, rött tegel.

## Inventarier
Altare och dopfunt är tillverkade efter ritningar av kyrkans arkitekt. Altaret är utfört i bohusgranit och har formen av ett bord. Altaret står på ett fast podium, murat i samma tegel som kyrkans golv. Dopfunten i gotlandsmarmor står i korets södra del.

### Orgel
- 1959 byggdes den första orgeln av Starup og Søn i Köpenhamn. Disposition:  I: Rørfløjte 8, Principal 4, Gedagtfløjte 4, Quintatøn 2, Mixtur 4 k  II: Gedagt 8, Rørfløjte 4, Principal 2,   Nasat 1 1/3, Cymbel 2 k, Vox Humana 8   P: Subbas 16, Octav 8, Octav 4, Sordun 16, Regal 4
- Den byggdes om 1967 av Walter Thür Orgelbyggen och hade 16 stämmor på två manualer och pedal.
- 1986 byggde Krohns orgelbyggeri i Danmark en orgel med 23 stämmor och den är mekanisk. Större delen av orgeln är från den föregående.

| Svällverk I       | Huvudverk II    | Bröstverk III     | Pedal        | Koppel |
| Bordun 16’        | Principal 8’    | Gedagt 8'         | Subbas 16’   | I/P    |
| Fløjte 8’         | Rørfløjte 8’    | Rørfløjte 4'      | Principal 8’ | II/P   |
| Fugara 8’         | Octav 4’        | Nasat 1 1⁄3'      | Bordun 8'    | III/P  |
| Celeste 8’        | Octav 2’        | Cornett III       | Trombone 16' | I/II   |
| Traversfløjte 4’  | Sesquialtera II | Vox Humana 8'     | Regal 4'     | III/II |
| Flautino 2’       | Mixtur III      | Tremulant         |              |        |
| Obo 8'            |                 | Crescendosvällare |              |        |
| Crescendosvällare |                 |                   |              |        |

Den nuvarande orgeln byggdes 2021 av Tostareds Kyrkorgelfabrik. Fasaden är från 1959 års orgel.
En stor del av pipverket är från tidigare orglar. Mekanisk traktur och elektrisk registratur. 20.000 fria kombinationer.
| Man I. Huvudverk C-g3 | Man II. Svällverk C-g3 | Pedal C-f1   | Koppel |
| --------------------- | ---------------------- | ------------ | ------ |
| Borduna 16'           | Rörflöjt 8'            | Subbas 16'   | II/I   |
| Principal 8'          | Salicional 8'          | Principal 8' | II/P   |
| Hohlflöjt 8'          | Voix céleste 8'        | Borduna 8'   | I/P    |
| Gamba 8'              | Principal 4'           | Octava 4'    |        |
| Octava 4'             | Traversflöjt 4'        | Basun 16'    |        |
| Täckflöjt 4'          | Nasard 2 2/3'          | Trumpet 4'   |        |
| Kvinta 2 2/3'         | Flautino 2'            |              |        |
| Octava 2'             | Ters 1 3/5'            |              |        |
| Mixtur III            | Scharf II              |              |        |
| Trumpet 8'            | Oboe 8'                |              |        |
|                       | Tremulant              |              |        |
|                       |                        |              |        |

## Bildgalleri

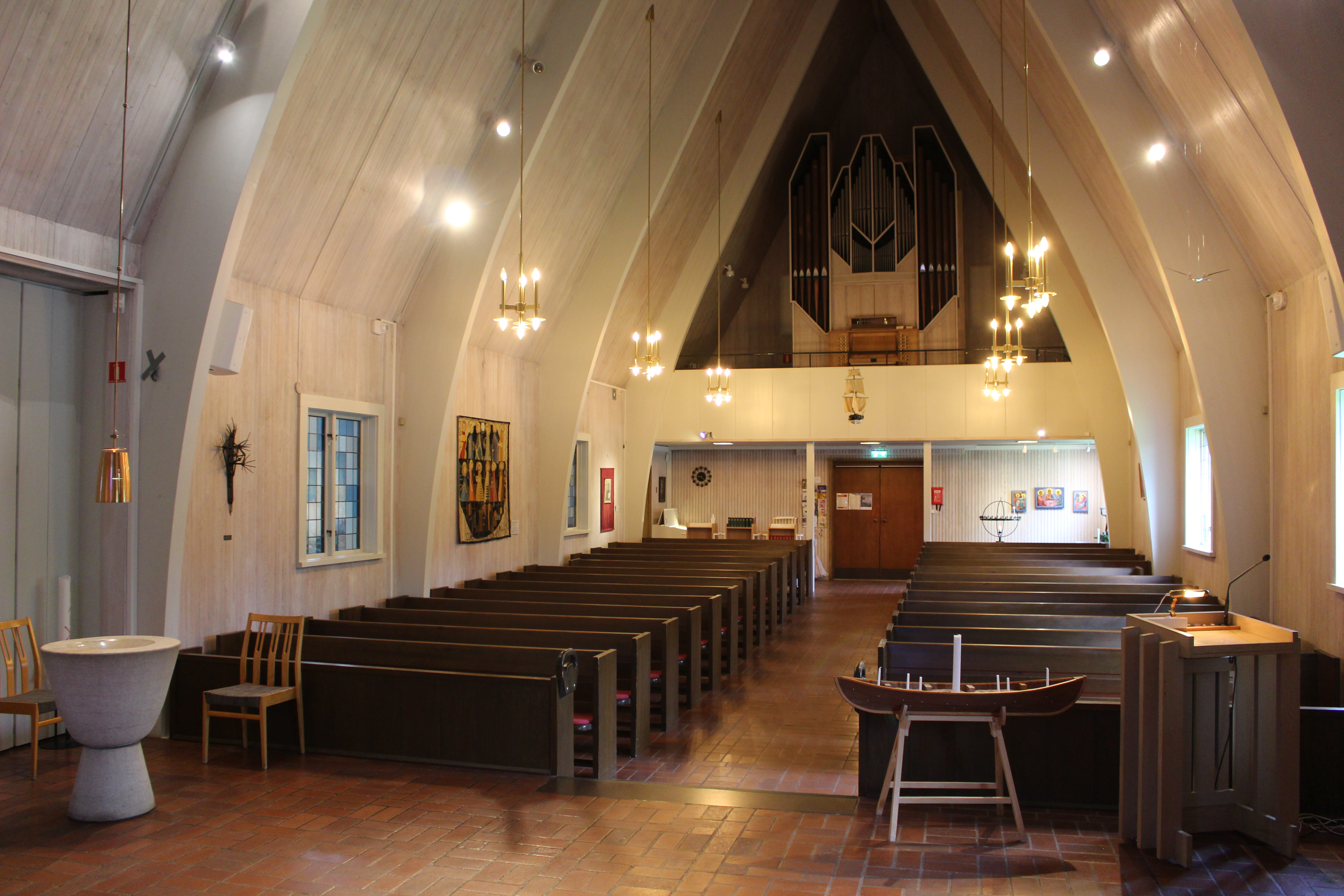
Kyrkorum mot ingång
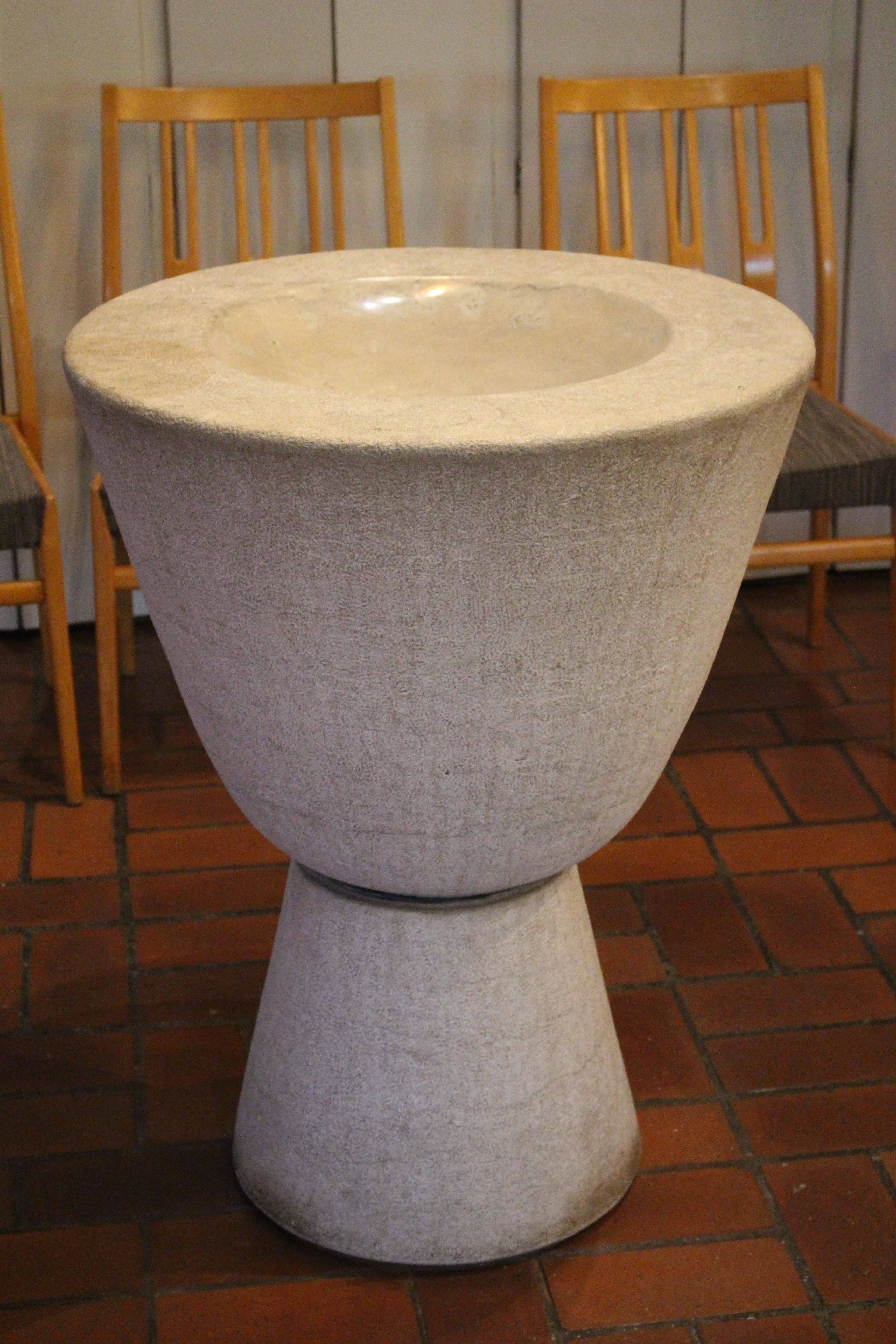
Dopfunt
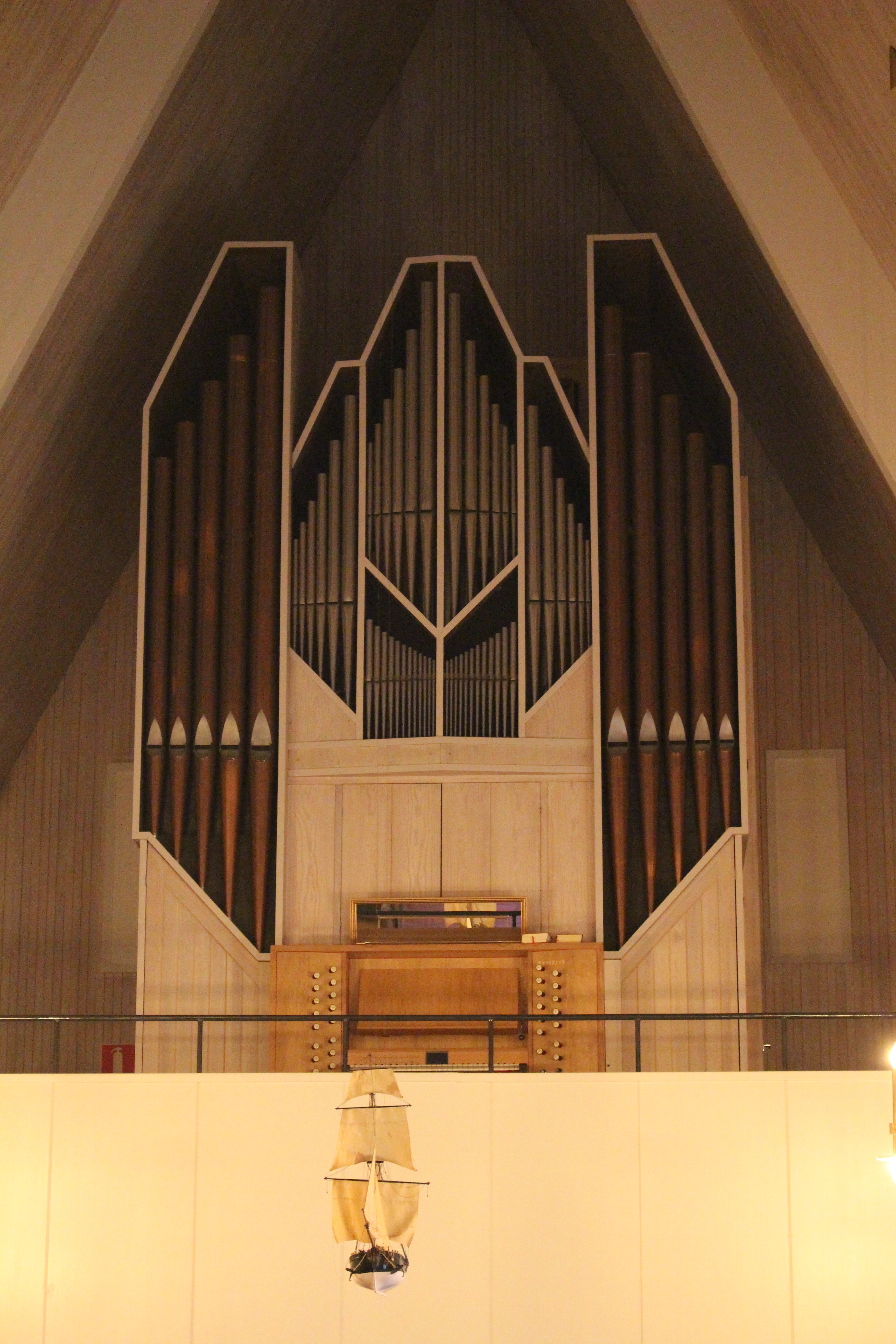
Orgel
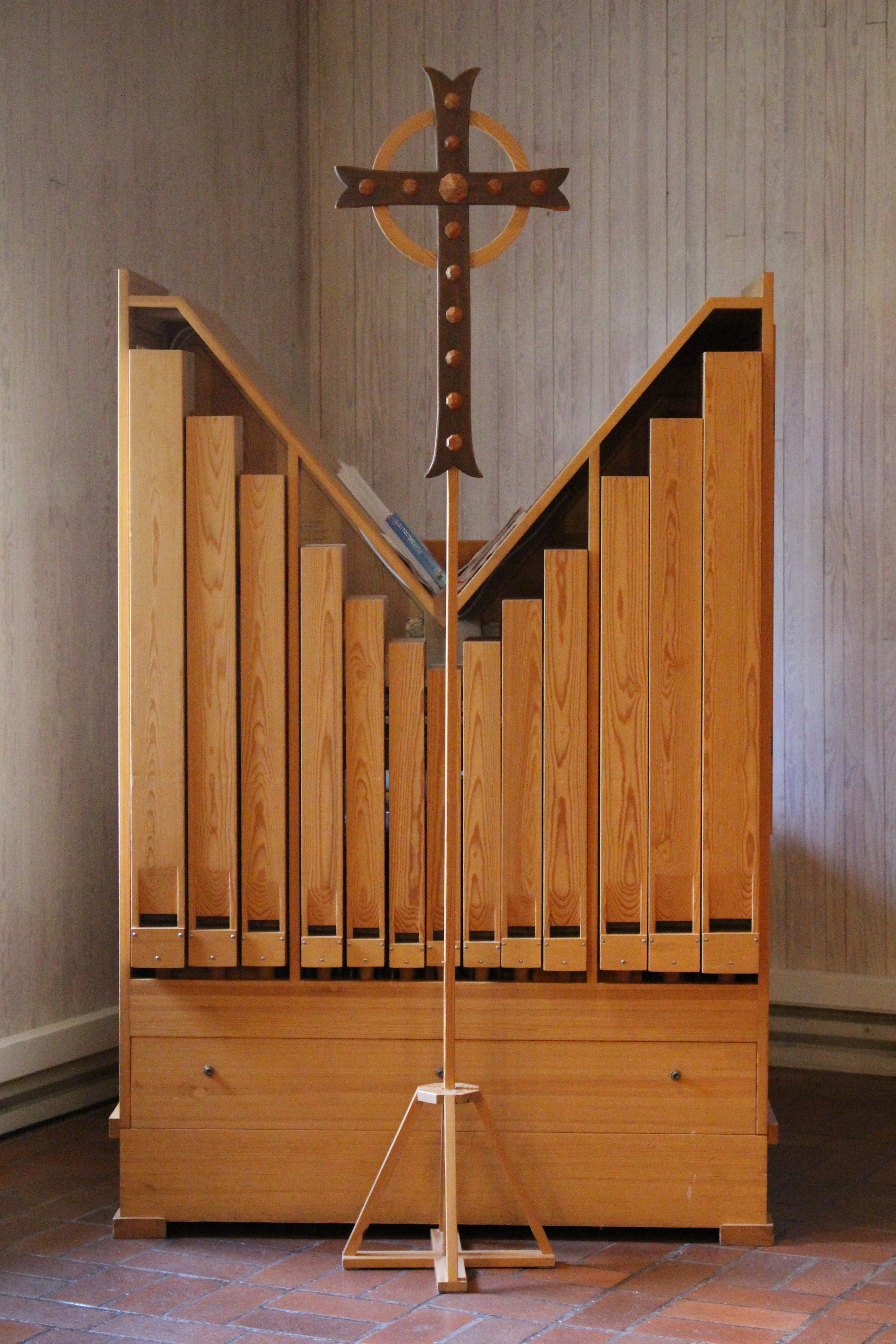
Kororgel
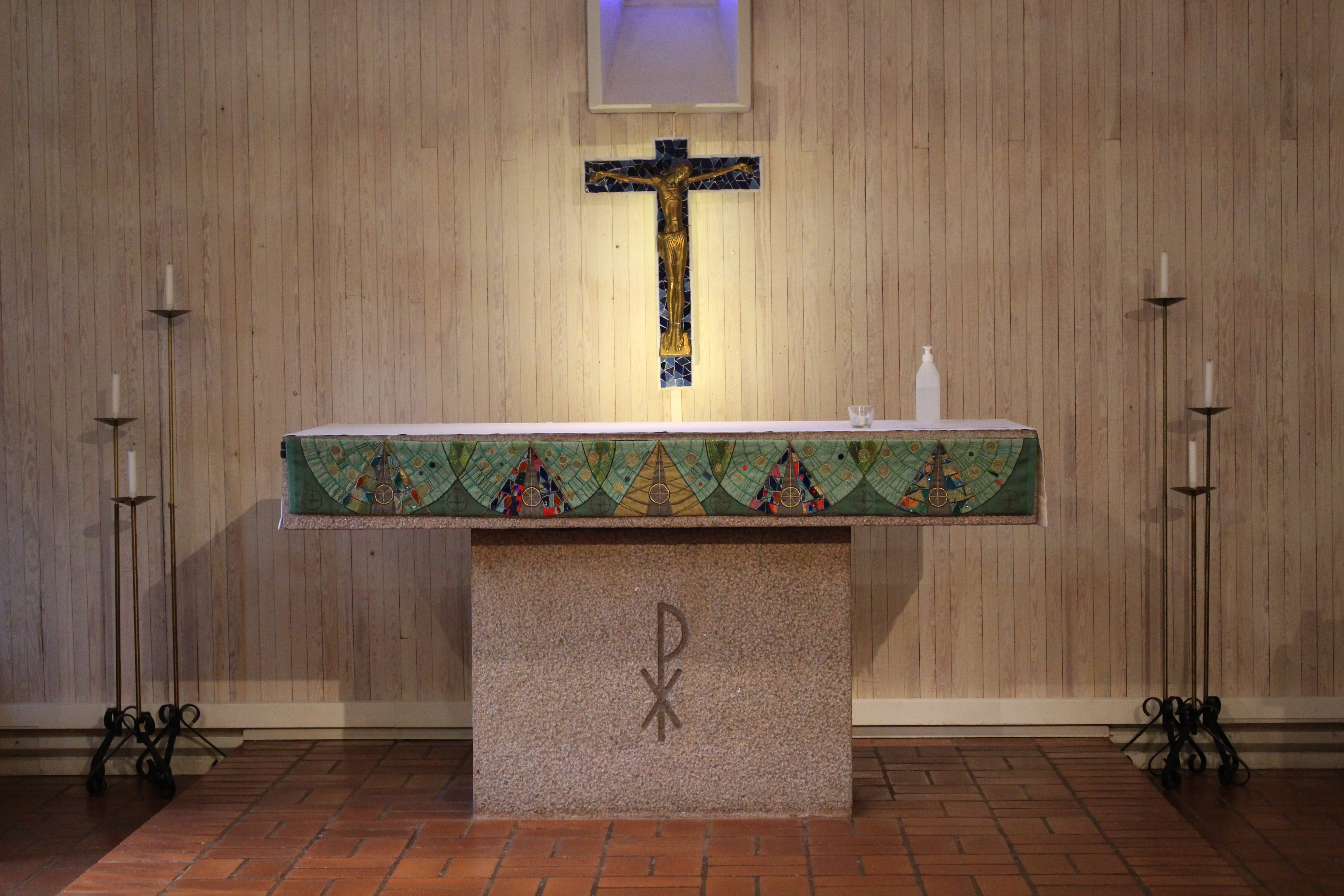
Altare
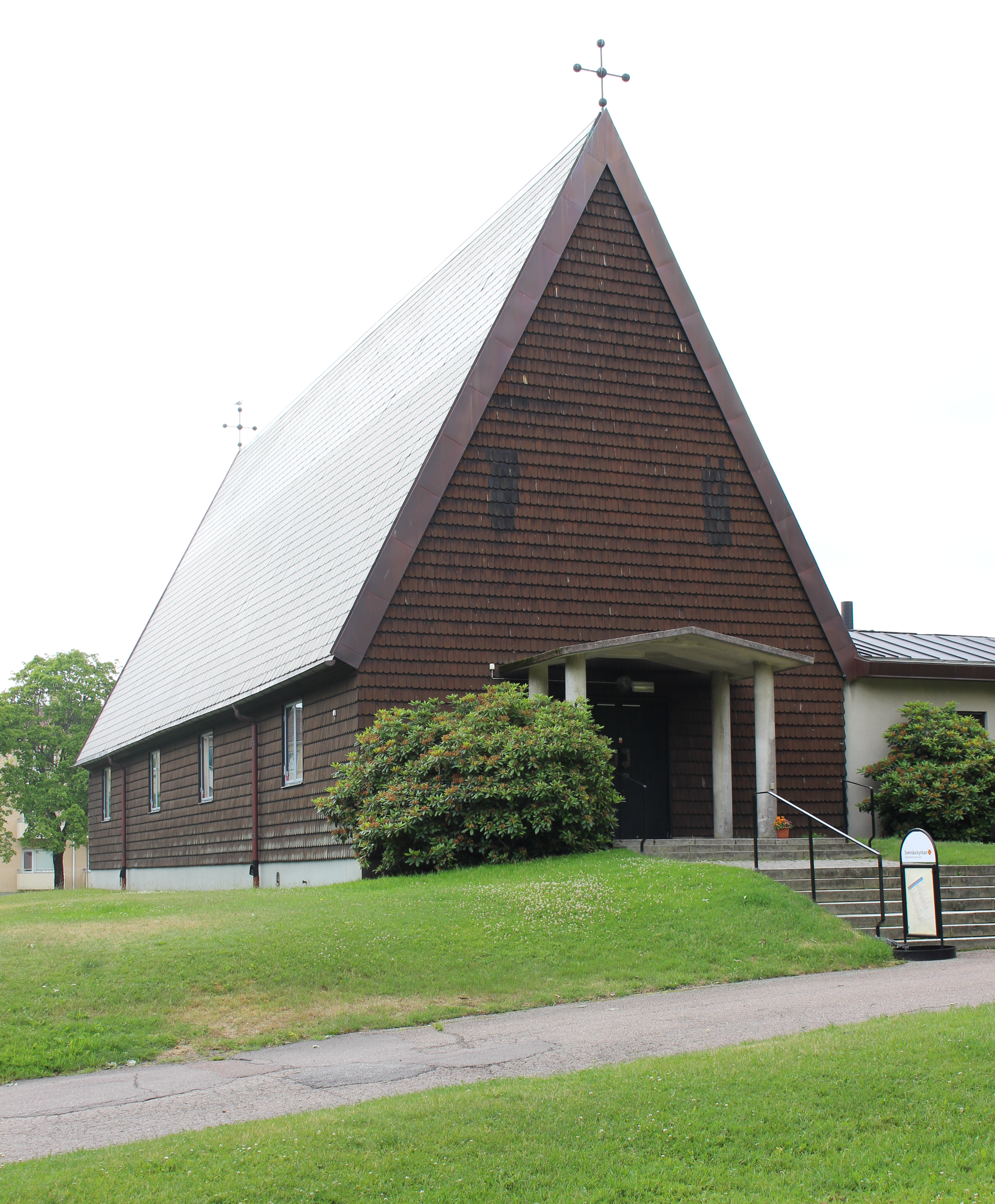
Kyrkan
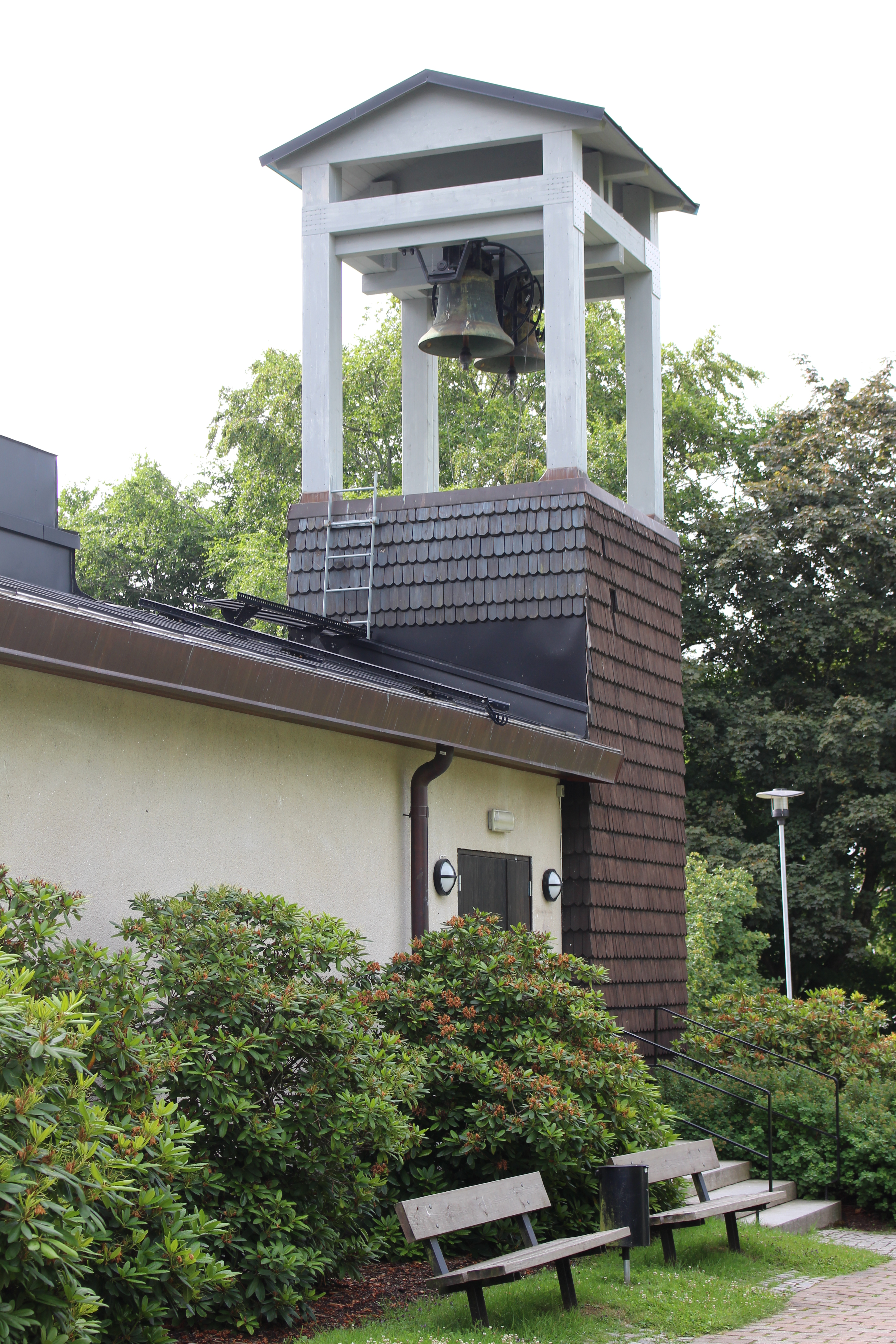
Klocktorn

### Webbkällor
- Kyrkor i Karlstads stift Del I, Utgiven av Värmlands Museum och Karlstads stift, 2008, ISBN 91-85224-71-5